# 梅拉切瓦尔
梅拉切瓦尔（Melacheval），是印度泰米尔纳德邦Tirunelveli县的一个城镇。总人口7340（2001年）。

## 人口
该地2001年总人口7340人，其中男性3591人，女性3749人；0—6岁人口854人，其中男465人，女389人；识字率70.74%，其中男性为77.92%，女性为63.86%。